# Daniel Martínez (politico)
Daniel Carlos Martínez Villamil (Montevideo, 23 febbraio 1957) è un ingegnere e politico uruguaiano.

## Biografia
Nel 2015 è stato eletto sindaco della Città di Montevideo.
È stato candidato per il Fronte Ampio alle elezioni di ottobre del 2019, dove però ha perso la sfida al ballottaggio contro lo sfidante Luis Alberto Lacalle Pou.